# Воробьёва Заимка
Воробьёва Заимка — посёлок (село) в Маслянинском районе Новосибирской области. Входит в состав Малотомского сельсовета.

## География
Площадь посёлка — 2 гектара.

## История
Решением Маслянинского районного Собрания представителей населения от 25.04.96 «О наименовании вновь образованного населенного пункта» был признан новый посёлок Воробьёва Заимка. Образован официально 19 июня 1996 года решением Новосибирским городским советом депутатов 1-го созыва на двадцать четвёртой сессии

## Население
| 2002 | 2007 | 2010 |
| ---- | ---- | ---- |
| 1    | ↗3   | ↘2   |

## Инфраструктура
В посёлке по данным на 2007 год отсутствует социальная инфраструктура.